# Come to Life
Come to Life – czwarty studyjny album australijskiej piosenkarki Natalie Imbrugli, wydany nakładem Island Records 2 października 2009.

## Powstawanie albumu
Wyprodukowanie albumu trwało prawie 4 lata, Imbruglia w wywiadzie dla „The Sunday Telegraph” mówiła: „Frustruje się, ponieważ chciałabym wykrzesać z siebie więcej… To jest coś, co gryzie mnie od środka, ale ja naprawdę nie znam innego sposobu. Nie motywują mnie pieniądze, więc muszę zrobić wszystko najlepiej jak potrafię.”.
W lutym 2009 dziennik „The Sun” odkrył, że Imbruglia współpracowała z Chrisem Martinem z zespołem Coldplay. Zostało to potwierdzone przez samego Martina i ludzi współpracujących z Imbruglią w tzw. string of tracks („ciąg utworów”).
Były mąż piosenkarki i frontman grupy Silverchair – Daniel Johns – również wyprodukował jeden utwór na potrzeby albumu. Wcześniej Johns wyprodukował tytułową piosenkę dla poprzedniego albumu Imbruglii – Counting Down the Days.
W kwietniu 2009, Imbruglia w rozmowie z dziennikarzem opisała swoje odczucia dotyczące albumu: „Czuję to samo kreatywne odczucie, które pierwszy raz poczułam na początku swojej kariery...Ono jest zabawne i artystyczne i kreatywne, takie jakie powinno być. W tych utworach jest wiele głębi… Album brzmi dla mnie po prostu świeżej. Próbowałam wielu rzeczy – między innymi muzyki elektronicznej, która jest dla mnie czymś nowym, jest więcej tanecznych klimatów. W tej muzyce jest wolność i poczucie pewności siebie. Jest ona dosyć introspekcyjna…” .
Według dziennikarzy „Pop Justice” album „łączy ciemne, transmisyjne brzmienia i cudownie tęskne ballady”.

## Lista utworów
| Nr  | Tytuł utworu                                    | Tekst                                                     | Producent                              | Długość |
| --- | ----------------------------------------------- | --------------------------------------------------------- | -------------------------------------- | ------- |
| 1.  | „My God”                                        | Natalie Imbruglia, Crispin Hunt                           | Ben Hillier                            | 4:04    |
| 2.  | „Lukas”                                         | Guy Berryman, Jonny Buckland, Will Champion, Chris Martin | Brian Eno                              | 3:50    |
| 3.  | „Fun”                                           | Berryman, Buckland, Champion, Martin                      | Ken Nelson                             | 4:22    |
| 4.  | „Twenty”                                        | Imbruglia, Sheppard Solomon                               | Ben Hillier                            | 3:57    |
| 5.  | „Scars”                                         | Imbruglia, Jamie Hartman                                  | Rik Simpson, Jon Hopkins, Leo Abrahams | 3:32    |
| 6.  | „Want”                                          | Imbruglia, Kat Kourtney, Gary Clark, Chris Martin         | Rik Simpson                            | 4:20    |
| 7.  | „WYUT”                                          | Imbruglia, Alain Johannes, Natasha Shneider               | Alain Johannes                         | 3:20    |
| 8.  | „Cameo”                                         | Imbruglia, Hillier, Dave McCracken                        | Dave McCracken, Ben Hillier            | 3:13    |
| 9.  | „All the Roses”                                 | Imbruglia, Clark                                          | Ben Hillier                            | 3:29    |
| 10. | „Wild About It”                                 | Imbruglia, Hillier, McCracken                             | McCracken, Ben Hillier                 | 4:08    |
| 11. | „Flirting” (utwór bonusowy w wersji japońskiej) | Imbruglia, Siddhartha Khosla                              |                                        | 5:00    |
|     |                                                 |                                                           |                                        | 43:15   |

## Notowania

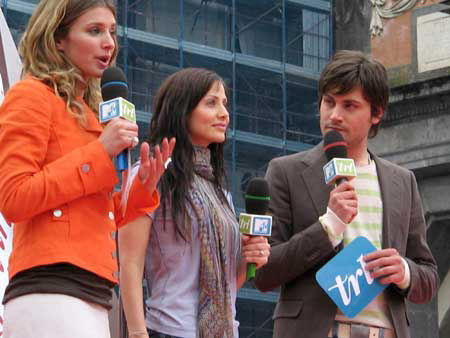
Imbruglia podczas programu TRL (2005).

| Notowanie (2009)                          | najwyższa pozycja |
| ----------------------------------------- | ----------------- |
| Australia ARIA                            | 67                |
| Australijskie Notowanie Artystów          | 18                |
| Australijskie Notowanie „Physical Albums” | 81                |
| Szwajcarskie Notowanie Albumów            | 70                |